# Peter Owen (editor)
Peter Owen (n. 24 februarie 1927, Nürnberg, Republica de la Weimar – d. 31 mai 2016) a fost un editor englez, fondatorul companiei Peter Owen Publishers.

## Biografie
S-a născut în 1927 sub numele de Peter Offenstadt la Nürnberg, cu rahitism, fiind singurul copil al unui cuplu de evrei germani. Mama lui a fost Winifred Offenstadt.
Atunci când avea vârsta de cinci ani a fost trimis să locuiască cu bunica lui în Anglia, unde i s-au alăturat mai târziu părinții săi, care s-au hotărât cu greu să plece din Germania.
El a fost decorat în 2014 cu Ordinul Imperiului Britanic pentru servicii aduse literaturii.
Instrucțiunile lui Owen pentru înmormântarea lui prevedeau să nu fie celebrat „niciun rahat religios de orice fel”.